# Kwijtschelding
Kwijtschelding is het vrijwillig prijsgeven van een vordering op iemand. Meestal is de reden hiervan dat het met deze (rechts)persoon financieel zo slecht gaat, dat het bijna zeker is dat deze toch niet zal betalen. Er blijft een zogenaamde natuurlijke verbintenis over.

## Nederland

### Burgerlijk recht
Boek 6 van het Nederlandse Burgerlijk Wetboek bepaalt in artikel 160 dat een verbintenis teniet gaat door een overeenkomst van de schuldeiser met de schuldenaar, waarbij hij van zijn vorderingsrecht afstand doet, en dat een door de schuldeiser tot de schuldenaar gericht aanbod tot afstand om niet geldt als aanvaard, wanneer de schuldenaar van het aanbod heeft kennisgenomen en het niet onverwijld heeft afgewezen. Zo'n overeenkomst wordt bevrijdend (liberatoir) genoemd.
Kwijtschelding krijgt men niet zomaar. Bedrijven zijn niet snel geneigd dit te doen: ze geven liever hun vorderingen in één groot pakket uit handen aan een incassobureau. Incassobureaus bestaan van het innen van als oninbaar afgeschreven vorderingen, en zullen het zeker niet snel opgeven. Meestal is er een zekere relatie tussen debiteur en crediteur, zoals een familierelatie, of een aandeelhoudersrelatie. Fiscaal zal men dan de kwijtschelding heel goed moeten motiveren, anders zal de fiscus de kwijtschelding negeren, of als verkapte schenking of kapitaalstorting aanmelden. Men zal aannemelijk moeten maken dat er zakelijke motieven voor de kwijtschelding waren. Kwijtschelding leidt tot verlies bij de crediteur en winst bij de debiteur, maar fiscaal is deze winst binnen bepaalde grenzen vrijgesteld. Fiscalisten zouden overigens die vrijstelling graag zien uitgebreid naar 100% mits de kwijtschelding zakelijk is; in dergelijke gevallen gaat het immers slecht met de debiteur en zal een eventuele belasting over kwijtscheldingswinst die buiten de vrijstelling valt ook niet op te brengen zijn.

### Fiscale schulden
Ook kwijtschelding van belastingen is mogelijk. Gemeenten hebben als beleid om bij ingezetenen onder een bepaalde inkomens- en vermogensgrens (vaak de bijstandsnorm) hun gemeentelijke belastingen kwijt te schelden. Kwijtschelding van rijksbelastingen komt zeer zelden voor. De reden is dat rijksbelastingen geheven worden over grondslagen die liquiditeit genereren (omzet en inkomen) terwijl ondernemers voorbelasting terugkrijgen. Bovendien wordt door middel van voorheffingen en voorlopige aanslagen zoveel mogelijk voorkomen dat belastingplichtigen moeten bijbetalen; meestal krijgen ze na het definitief worden van hun aanslag geld terug. Gemeentelijke belastingen worden daarentegen geheven over de gehele gemeentelijke bevolking, waaronder personen met geen of een zeer laag inkomen (studenten, bijstandstrekkers etc.) die worden aangeslagen voor afvalstoffenheffing, OZB e.d. Deze belastingen betreffen bovendien grondslagen waar belastingplichtigen weinig invloed op hebben en die niet per definitie liquiditeit genereren. Bovendien zijn centrale overheden meestal veel afhankelijker van belastingheffing dan decentrale of lagere overheden, die vaak ook door centrale overheden worden bijgefinancierd.

## België

### Fiscale schulden
Fiscale schulden kunnen in België juridisch gezien niet worden kwijtgescholden omdat de fiscale wetgeving van openbare orde is.
Wel kunnen schuldenaren van belasting wel een verzoek tot onbeperkt uitstel van invordering aanvragen volgens de artikelen 63 t.e.m. 69 van het Wetboek van de minnelijke en gedwongen invordering van fiscale en niet-fiscale schuldvorderingen van 13 april 2019. Indien dit verzoek wordt goedgekeurd, blijft de belastingschuld bestaan, maar zal de fiscus deze schuld niet opeisen, waardoor de belastingschuld uiteindelijk zal verjaren.